# Sparbambus sindhudurg
Sparbambus sindhudurg — вид аранеоморфних павуків родини павуків-стрибунів (Salticidae). Описаний у 2023 році.

## Поширення
Ендемік Індії. Поширений у штаті Махараштра. Відомийлише у типовому місцезнаходженні — бамбуковий ліс поблизу міста Кудал в окрузі Сіндхудург.

## Назва
Його видову назву було дано за місцем його відкриття — округ Сіндхудург.

## Опис
Розмір голотипу самця становить 7,85 мм, а паратипу самиці — 8,75 мм.